# Jacques Revon
Pour les articles homonymes, voir Revon.
Jacques Revon, né le 5 avril 1948 à La Clayette, est un photographe, et journaliste français.

## Biographie
Après une formation initiale auprès de son père portraitiste puis à l'École Nationale de Photographie de Vaugirard, Jacques Revon développe un intérêt marqué pour la photographie artistique tout autant que pour ses applications documentaires et journalistiques,.
Il travaille comme photographe chez Citroën à Paris  (1970 - 1972) puis au Centre Léon Bérard à Lyon (1972 - 1976). Dans ce dernier poste, il développe un service photo destiné à l’image médicale et crée et perfectionne la technique IR/JR, permettant une meilleure lecture des radiographies grâce à l’utilisation de l’infrarouge,,.
De 1976 à 1981, il est photographe et technicien chez ILFORD (ex Ste Lumière), avant de rejoindre France 3 comme journaliste reporter d’images à Lyon, rédacteur à France 3 Dijon. Il est nommé grand reporter en 1996,,.
En 1992, il crée et présente un magazine de société infos-services « Vecteur Jeunes » diffusé pendant sept années sur France 3 Bourgogne,,,. Il prend sa retraite en 2008.

## Recherches
Depuis 2023, il contribue de manière significative au mouvement de recherche sur les développements photographiques argentiques alternatifs, un domaine émergent à l'intersection de la photographie traditionnelle et des préoccupations environnementales.

### Contexte scientifique
Les travaux de Jacques Revon s'inscrivent dans une démarche internationale de recherche sur les techniques de développement. En 2023, il rentre en contact avec Scott Williams Ph.D. Professor, Inorganic Chemistry Director, Materials Science and Engineering Graduate Program School of Chemistry and Materials Science Rochester Institute of Technology, Cet enseignant scientifique découvre en 1995 avec ses étudiants, que l’on peut développer dans du café,. Avec lui, Jacques Revon échange en permanence ses recherches dans ce domaine,,,.
Il a développé un protocole systématique d'étude des révélateurs et fixateurs alternatifs :
Révélateurs testés : vin rouge de Bourgogne, Baco Noir, Pinot Noir, Gamay, Banyuls, bière, cidre, cacao, chicorée, thé noir, café, plantes aromatiques comme la sauge, le thym, le romarin, la menthe, l’origan, la mélisse et récemment la lavande le jus d’orange, le mimosa avec aussi un mélange de pétales de roses,.
Fixateurs expérimentaux : jus d’oignon mélangé à de la ciboulette.
Les paramètres d'évaluation incluent la densité et le contraste de l'image, la stabilité à long terme, la réduction de l'impact environnemental et une approche comparative avec les produits chimiques standards.

## Expositions photographiques et autres faits marquants

### Expositions
- 1979 : Amplepuis : Championnats du monde de gymnastique artistique à Strasbourg
- 1980 et 1981 : La Chaise-Dieu : Festival de Musique : Photographies du Festival
- 1980 : Lyon : Galerie Nicéphore : Photographies diverses
- 1983 : Paris : Espace CANON « Le cœur au fond des yeux » les derniers mineurs de fond du puits Pigeot[23]
- 1993 : Dijon : Fnac. « Le cœur au fond des yeux » les derniers mineurs de fond du puits Pigeot
- 2017 : Roanne : Espace Congrès « L’instant photographique, similitude ou différence »[24]
- 2019 : Dijon :  Concours photographique sur une idée originale de Jacques Revon, "Mon jour le plus long en Bourgogne-Franche-Comté" le vendredi 21 juin 2019[25]
- 2025 : Lyon : Une vie au fil de l'eau - Galerie Le Bleu du Ciel [26]

### Autres faits marquants
- 1981 à 1991 : Membre du Syndicat national des journalistes au bureau national à France 3 et à la section du syndicat SNJ audiovisuel rue du Louvre, Paris.
- 1984 à 1998 : Investigation et suivi de l’affaire Saint-Aubin pour France Télévision. Le mystère Saint-Aubin de Denis Langlois, édition Flammarion 1993[27].
- 2005 : L’un des cinq membres fondateurs pour la création à Dijon et à l’Université de Bourgogne d’un « DU d’aide humanitaire », cent heures de cours sont proposées sur une année, sous l’égide de la Faculté de Médecine de Dijon. Jusqu’en 2008, Jacques Revon est chargé du cours sur les relations entre Médias et ONG.
- 2006 : Mission humanitaire au Bénin dans le cadre de congés solidaires avec l’ONG « Planète Urgence » mission: formation d’animateurs et de journalistes d’une Radio communautaire inter- culturelle « Radio Nanto FM » à Natitingou au nord du Bénin.
- Membre de l’Union des journalistes de sport en France.

## Distinctions et récompenses
- 1980 : Lauréat de la Fondation Nationale de la Photographie pour une commande photographique. « La vie des Mariniers sur le Rhône » publication :  « Lyon vu par 41 jeunes photographes »
- 1992 : Médaille de la Fédération française aéronautique
- 1996 : Médaille d'Or de la Jeunesse et des Sports[34]
- 2003 :  Chevalier de l'ordre des Palmes académiques[35]